# Шаховски турнир у Нотингему

## Турнир 1936.
Од 10. августа 1936. одржао се интернационални шаховски турнир на Универзитету у Нотингему, Енглеска, један од 10 најјачих турнира свих времена, а сигурно најјачи у то време. Учесници су били светски првак у шаху Макс Еве, три бивша првака Ласкер, Аљехин и Капабланка, као и будући светски првак Ботвиник. Годину дана касније Аљехин је повратио титулу у мечу са Евеом. Такође су учествовала и четири најјача енглеска играча. Као и два најјача Американца Решевски (шампион Америке) и Рубен Фајн.
Турнир је организовао Алдерман Ј. Н. Дербишир, председник британске шаховске федерације. Била је намера да се у августу обележи јубилеј (педесетогодишњица), турнира одржаног 1886. Тада је победио Амос Бурн, други је био Е. Шелоп, а од 3. до 4. места Гунсберг и Цукерторт. Пети је био Бирд.
Временско ограничење је било 36 потеза за два сата игре. Решевски је имао проблема са временом у скоро свакој партији. ФИДЕ правила су била у вези временског ограничења да играчи не могу да се договоре за реми у мање од 30 потеза. Ово правило није важило за овај турнир.

## Ток турнира
- У првом колу победили су Аљехин, Ботвиник, Еве, Фајн и Богољубов.
- У другом колу су се састали Капабланка и Аљехин после 9 година. Капабланка побеђује. У партији је Аљехин освојио квалитет, али је код временске контроле заборавио да ковертира потез и у бољој позицији губи партију. Аљехин се жалио директору турнира, на шта се Капабланка веома наљутио што је можда утицало на квалитет његове игре у преосталим партијама. После другог кола само је Еве имао два бода.
- У трећем колу је Ботвиник повео са 2,5 поена из 3 партије.
- У четвртом колу остаје на првом месту са скором од 3,5/4.
- После петог кола су Ботвиник и Еве делили прво место са по 4,5/5.
- После шестог кола Ботвиник и Еве су задржали водећу позицију али сада са скором 4,5/6.
- После седмог кола још увек су први са скором од 5/7.
- После осмог кола скор је био 6/8.
- После деветог кола Ботвиник је био сам у вођству са скором 6,5/9.
- После десетог кола достигли су га Капабланка, Еве и Фајн, сви са скором 6,5/10.
- У једанаестом колу Ботвиник побеђује Томаса и поново сам води (7,5/11).
- После дванаестог кола у вођству су Ботвиник, Капабланка и Еве (8/12).
- После тринаестог кола у вођству су Ботвиник и Капабланка (9/13).
- После четрнаестог кола и даље су у вођству (9,5/14).
- На крају Ботвиник и Капабланка освајају прво место (10/15).

## Занимљивости са турнира
Турнир је завршен 28. августа 1936. поделом првог места измешу Ботвиника и Капабланке. Ботвиник и Фајн су били једини непоражени играчи.
Иако су британски играчи заузели последња места њихова игра са водећим је била пресудна за коначан исход турнира. Винтер је ремизирао са Ботвиником у последњем колу и тако га спречио да буде сам победник турнира. Теодор Тајлор и Џорџ Томас су ремизирали са Аљехином спречивши га да учествује у деоби првог места. Винтер је ремизирао са Решевским такође га спречивши да дође до деобе првог места. Исто је било и са ремијем Томаса]у партији са Фајном. Тајлор и Конел Хју О'Донел Александер су победили Флора, спречивши га да дође до првог места. Између себе су ремизирали.
Награда на турниру је била 200 британских фунти за прво место, 150 за друго, 100 за треће и 75 за четврто. 200 фунти је подељено осталим играчима сразмерно њиховом скору.
На турниру је одиграно 105 партија. Само један поен је делио првопласираног и шестопласираног. Ово је била последња велика победа Капабланке и прва Ботвиника.
Занимљиво је да Богољубов није знао енглески и да је на свако питање одговарао са „beer” (пиво).

### Табела турнира
| №  | Велемајстор                  | Држава           | 1 | 2 | 3 | 4 | 5 | 6 | 7 | 8 | 9 | 10 | 11 | 12 | 13 | 14 | 15 |  | Поени |
| -- | ---------------------------- | ---------------- | - | - | - | - | - | - | - | - | - | -- | -- | -- | -- | -- | -- |  | ----- |
| 1  | Михаил Ботвиник              | Совјетски Савез  |   | ½ | ½ | ½ | ½ | ½ | ½ | ½ | 1 | 1  | 1  | 1  | 1  | 1  | ½  |  | 10,0  |
| 2  | Хосе Раул Капабланка         | Куба             | ½ |   | ½ | ½ | 1 | 1 | 0 | ½ | 1 | ½  | ½  | 1  | 1  | 1  | 1  |  | 10,0  |
| 3  | Макс Еве                     | Холандија        | ½ | ½ |   | ½ | 1 | 0 | ½ | 0 | 1 | ½  | 1  | 1  | 1  | 1  | 1  |  | 9,5   |
| 4  | Рубен Фајн                   | Сједињене Државе | ½ | ½ | ½ |   | ½ | ½ | ½ | 1 | ½ | 1  | ½  | 1  | 1  | ½  | 1  |  | 9,5   |
| 5  | Семјуел Решевски             | Сједињене Државе | ½ | 0 | 0 | ½ |   | 1 | ½ | 1 | 1 | 1  | ½  | 1  | 1  | 1  | ½  |  | 9,5   |
| 6  | Александар Аљехин            | Француска        | ½ | 0 | 1 | ½ | 0 |   | 1 | ½ | ½ | 1  | 1  | ½  | 1  | ½  | 1  |  | 9,0   |
| 7  | Сало Флор                    | Чехословачка     | ½ | 1 | ½ | ½ | ½ | 0 |   | ½ | 1 | 1  | ½  | 0  | 0  | 1  | 1  |  | 8,5   |
| 8  | Емануел Ласкер               | Совјетски Савез  | ½ | ½ | 1 | 0 | 0 | ½ | 0 |   | ½ | 1  | ½  | 1  | 1  | 1  | 1  |  | 8,5   |
| 9  | Милан Видмар                 | Југославија      | 0 | 0 | 0 | ½ | 0 | ½ | 0 | ½ |   | 1  | ½  | ½  | 1  | ½  | 1  |  | 6,0   |
| 10 | Ефим Богољубов               | Немачка          | 0 | ½ | ½ | 0 | 0 | 0 | 0 | 0 | 0 |    | ½  | 1  | 1  | 1  | 1  |  | 5,5   |
| 11 | Савиели Тартаковер           | Пољска           | 0 | ½ | 0 | ½ | ½ | 0 | ½ | ½ | ½ | ½  |    | 0  | 0  | 1  | 1  |  | 5,5   |
| 12 | Теодор Тајлор                | Сједињене Државе | 0 | 0 | 0 | 0 | 0 | ½ | 1 | 0 | ½ | 0  | 1  |    | ½  | ½  | ½  |  | 4,5   |
| 13 | Конел Хју О'Донел Александер | Сједињене Државе | 0 | 0 | 0 | 0 | 0 | 0 | 1 | 0 | 0 | 0  | 1  | ½  |    | ½  | ½  |  | 3,5   |
| 14 | Џорџ Томас                   | Сједињене Државе | 0 | 0 | 0 | ½ | 0 | ½ | 0 | 0 | ½ | 0  | 0  | ½  | ½  |    | ½  |  | 3,0   |
| 15 | Вилијам Винтер               | Сједињене Државе | ½ | 0 | 0 | 0 | ½ | 0 | 0 | 0 | 0 | 0  | 0  | ½  | ½  | ½  |    |  | 2,5   |